# Agneta Andersson
Agneta Monica Andersson, född 25 april 1961 i Karlskoga, död 8 oktober 2023 i Karlskoga, var en svensk kanotist. Hennes meriter inkluderade sju OS-medaljer, varav tre var guld. Dessa prestationer gjorde henne länge till Sveriges mest framgångsrika kvinnliga olympier genom tiderna.
Under de olympiska sommarspelen 1984 i Los Angeles utmärkte hon sig genom att ta hem Sveriges enda guldmedaljer, två av dem personligen och en tillsammans med Anna Olsson. Hennes idrottsliga karriär präglades av framgångar och hon tilldelades flera utmärkelser för sina bedrifter, däribland Svenska Dagbladets guldmedalj och Victoriastipendiet samt Sveriges första kvinnliga fanbärare, vilket hon var vid de olympiska sommarspelen 1988 i Seoul.
Andersson deltog i den andra säsongen av TV-programmet Mästarnas mästare 2010.

## Uppväxtår
Agneta Andersson föddes i Karlskoga i Värmland, och var dotter till Bertil Andersson och Solveig, född Wikström. Hon växte upp i en villa i stadsdelen Bråten, i nordöstra Karlskoga, tillsammans med tre systrar.
Andersson började tävla för Bofors kanotklubb, dit hon kom i årskurs 6, gick ett år på gymnasiet men hoppade av för att helhjärtat satsa på sin idrott. Hon stannade också kvar i föräldrahemmet för att spara pengar till den sportutrustning hon behövde inför de olympiska spelen, något hon ansåg vara en lönsam investering.

## Karriär

### Världsmästerskapet 1981
Andersson tog sina första världsmästerskapsmedaljer under världsmästerskapet i kanot i Nottingham 1981. Hon tog då ett silver- och två bronsmedaljer.

### Olympiska sommarspelen 1984
Andersson tog sina första olympiska medaljer under olympiska sommarspelen i Los Angeles 1984, totalt tre medaljer varav två guld och ett silver, Sveriges enda guldmedaljer det sommarspelet. Den ena guldmedaljen tog hon tillsammans med Anna Olsson, K-2 500 meter, och den andra tog hon själv, K-1 500 meter på tiden 1:58.75. Vid samma tillställning tog hon ett silver tillsammans med Anna Olsson, Eva Karlsson och Susanne Wiberg, K-4 500 meter. När Andersson hade återvänt hem till Sverige hämtades hon på flygplatsen av industriföretaget Bofors. De tog henne till Alfred Nobels torg där hon möttes av 10 000 personer.

### Olympiska sommarspelen 1988
Andersson var Sveriges första kvinnliga svensk fanbärare under olympiska sommarspelen i Seoul 1988. Hon tog dock aldrig några medaljer under  sommarspelen 1988.

### Olympiska sommarspelen 1992
Andersson tog ingen guldmedalj under olympiska sommarspelen i Barcelona 1992. Hon tog däremot en silver och en bronsmedalj, i K-2 500 meter tillsammans med Susanne Gunnarsson, respektive K-4 500 meter tillsammans med Susanne Rosenqvist, Anna Olsson och Maria Haglund.

### Världsmästerskapet 1993
Vid världsmästerskapet 1993 i Köpenhamn tog hon med Anna Olsson Sveriges första kvinnliga VM-guld i K-2.

### Olympiska sommarspelen 1996
Andersson tog sina sista olympiska medaljer under olympiska sommarspelen i Atlanta 1996. Där tog hon ett guld, K-2 500, tillsammans med Susanne Gunnarsson trots att de båda avskydde varandra. Därutöver tog hon ett brons, K-4 500 meter tillsammans med Ingela Ericsson, Anna Olsson och Susanne Rosenqvist. Andersson tilldelades för sina idrottsliga prestationer Svenska Dagbladets guldmedalj 1996 tillsammans med Susanne Gunnarsson.
Andersson tog dessutom elva VM-medaljer, varav ett guld.

## Utmärkelser
Andersson som, efter Birgit Fischer har tagit flest medaljer i kanot vid de olympiska spelen, har belönats och uppmärksammats för sina prestationer. Hon var länge Sveriges främsta olympier, fram till olympiska vinterspelen 2018 då Charlotte Kalla passerade henne med sina tre guld och sammanlagt nio medaljer.
Andersson var Stor tjej nummer 74 på Svenska Kanotförbundets och tilldelades NA:s guldklocka flera gånger. Hon tilldelades Svenska Dagbladets guldmedalj, tillsammans med Susanne Gunnarsson, 1996, och Victoriastipendiet, tillsammans med henne, 1997.
En minnesstaty avtäcktes över henne redan flera år innan hennes död, på Näset vid sjön Möckeln i Värmland.

## Privatliv
Andersson drev en tid ett kafé "Kafferian" och en lunchrestaurang vid Kristinehamns konstmuseum, och arbetade sedan i en delikatessbutik. Som ung arbetade hon också en tid som barnflicka, 1978, och efter avslutad idrottskarriär fortsatte hon dock att paddla kanot, i Timsälven och i Möckeln. Hon satt dessutom som styrelsemedlem i Bofors kanotklubb, och som ledamot i Sveriges Olympiska Kommitté.
Andersson var bosatt i Melbourne på 1990-talet. Hon var fram till sin död sambo med den australiska kanotisten Martin Hunter, med vilken hon fick sonen Benjamin. Hon avled i cancer den 8 oktober 2023 i sin födelsestad Karlskoga, 62 år gammal, och gravsattes på Skogskyrkogården i samma stad.